# Batalla de Shanghái (1932)
La batalla de Shanghái, también conocida como Incidente de Shanghái, fue un breve conflicto armado ocurrido entre el 28 de enero y el 3 de marzo de 1932 entre el ejército de la República de China y el Ejército Imperial Japonés, años antes del comienzo de las hostilidades a gran escala en 1937 de lo que sería conocido como la segunda guerra sino-japonesa.

## Antecedentes
Tras el Incidente de Mukden, Japón tomó posesión de la extensa región de Manchuria, instaurando el Estado títere de Manchukuo. Sin embargo, la esfera militar japonesa deseaba expandir su esfera de influencia a otras regiones de China, especialmente Shanghái, donde Japón, junto con otras potencias occidentales, disfrutaba de concesiones territoriales.
Para lograr un casus belli que justificase una intervención militar en China, Japón comenzó a instigar incidentes antijaponeses. El 18 de enero de 1932, cinco monjes budistas japoneses, miembros de una secta nacionalista, fueron apaleados cerca de la Fábrica Sanyou de Shanghá (en chino tradicional, 三友實業社; pinyin, sānyǒushíyèshè) por una turba de civiles chinos. Uno de los monjes falleció y otros dos resultaron gravemente heridos. Durante las siguientes horas, la fábrica fue incendiada (según algunas fuentes por agentes japoneses, aunque puede que fuese obra de civiles chinos en respuesta a las agresividad mostrada por la Policía municipal de Shanghái a la hora de enfrentar los disturbios tras el incidente de los monjes).
Un policía murió y otros muchos resultaron heridos durante los enfrentamientos con los exaltados. Esto provocó un aumento significativo de protestas antijaponesas y antiimperialistas por toda la ciudad, con oleadas de ciudadanos chinos marchando por las calles de Shanghái clamando por un boicot a los bienes japoneses.

## La batalla

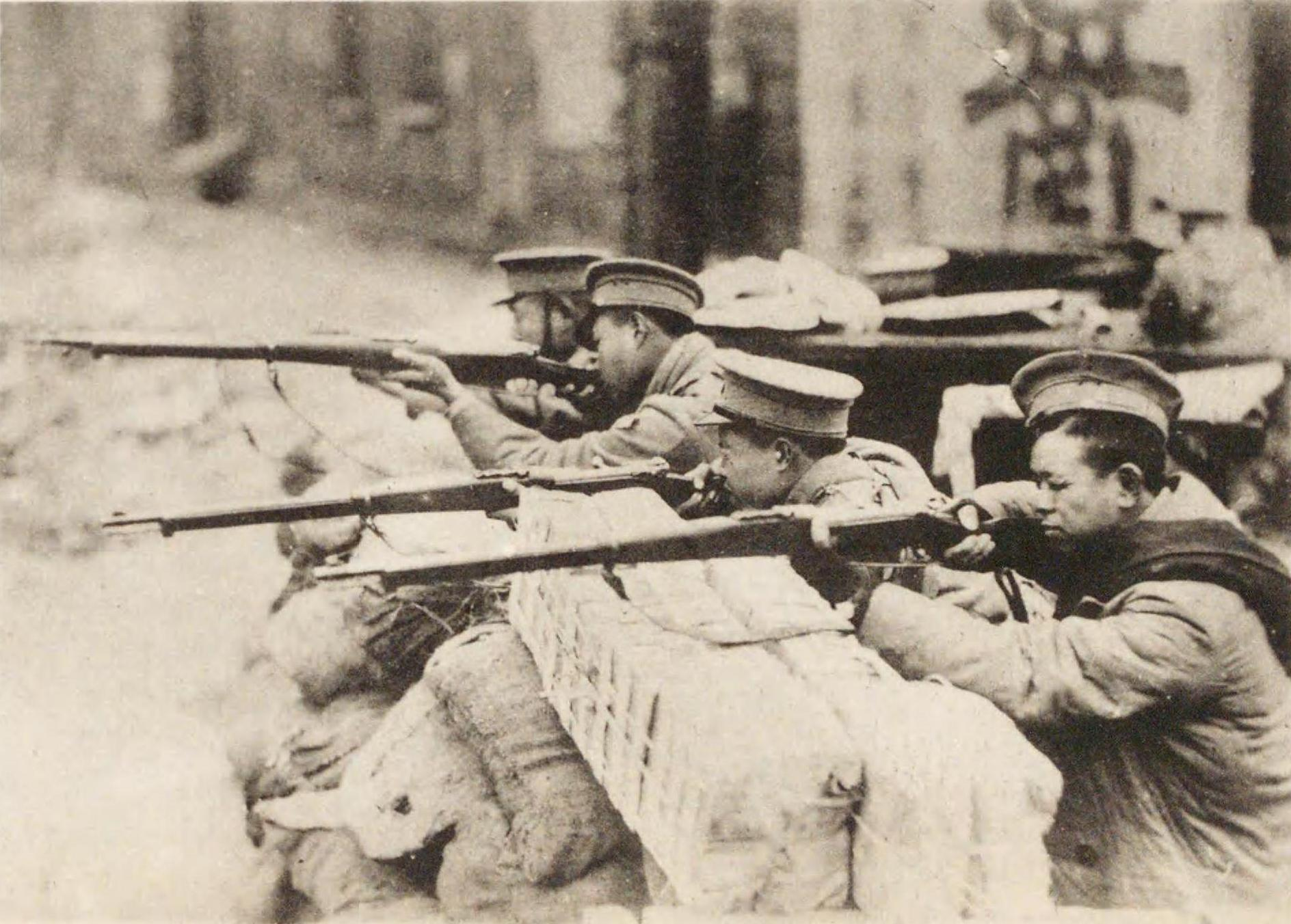
Policías militares chinos en combate.

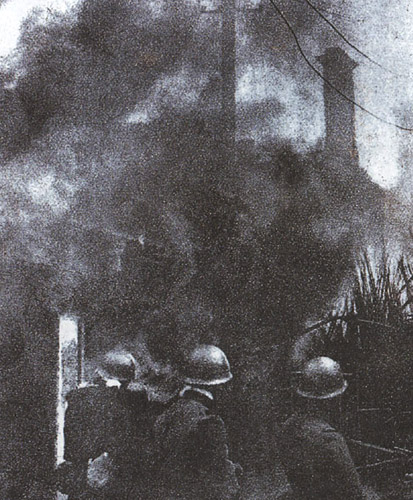
Tropas japoneses incendian un distrito residencial.

La situación empeoró durante las siguientes semanas. Para el 27 de enero, Japón ya había concentrado unos treinta buques, cuarenta aviones y cerca de siete mil soldados en las costas de Shanghái, con el objetivo de neutralizar cualquier foco de resistencia y defender los intereses japoneses en caso de que la situación degenerase.
Japón también envió un ultimátum a la Concesión Internacional de Shanghái exigiendo compensación económica y una condena pública de los altercados por parte de China, además de exigir al gobierno chino medidas inmediatas para neutralizar futuras protestas antijaponesas en la ciudad. La tarde del 28 de enero, la Concesión Internacional aceptó las demandas.
Durante todo este tiempo, el 19.º Ejército de Ruta (en chino, 十九陸軍; pinyin, shíjǐulùjūn) se había concentrado a las afueras de la ciudad, para consternación tanto de la administración civil china de Shanghái como de las administraciones extranjeras. El 19.º Ejército de Ruta era vista como poca más que una fuerza de mercenarios propias de un señor de la guerra, siendo tan peligroso para los Japoneses como para la propia Shanghái. Al final, Shanghái donó una suma sustancia de dinero en concepto de soborno para el 19.º Ejército, con la esperanza de que se fuesen sin incitar un ataque japonés.
Sin embargo, aviones embarcados japoneses bombardearon Shanghái durante la medianoche del 28 de enero, en lo que sería la primera gran operación de portaaviones en el Lejano Oriente. El bombardeo fue seguido de una ataque por tierra de más de tres mil efectivos sobre diferentes objetivos, como la estación ferroviaria del norte, y la ocupación de facto de las concesiones japonesas en Hongkew y otras zonas al norte del arroyo Suzhou. Para sorpresa de todos, el 19.º Ejército de Ruta se quedó en Shanghái para ofrecer una tenaz resistencia.
Aunque los primeros combates tuvieron lugar en el distrito de Hongkew, el conflicto se extendió rápidamente por el resto del Shanghái chino. La mayoría de las concesiones resultaron intactas durante el conflicto, y muchos de los extranjeros de las concesiones internacionales pudieron ver el conflicto en primera línea desde el Shuzhou en virtud de su extraterritorialidad.
Al ser Shanghái una metrópolis con tantas intereses internacionales en juego, otros países, principalmente Estados Unidos, Reino Unido y Francia, trataron de negociar un alto el fuego entre Japón y China. Sin embargo, Japón se negó y continuó movilizando tropas en la región. El 12 de febrero, representantes americanos, británicos y franceses negociaron un alto el fuego durante el mediodía para prestar ayuda humanitaria a los civiles atrapados en el fuego cruzado. El 30 de enero, Chiang Kai-shek decidió trasladar temporalmente la capital desde Nankín a Luoyang como medida de emergencia, ya que la proximidad de Nankín la convertía en un objetivo potencial de los japoneses.
El 12 de febrero, Japón envió otro ultimátum, exigiendo la retirada inmediata del Ejército Chino a unos 20 kilómetros de las concesiones internacionales, demanda que fue rápidamente rechazada por las fuerzas chinas. Esto solo logró intensificar los combates alrededor de Hongkew. Para mediados de febrero, las tropas japoneses seguían sin poder tomar el control de la ciudad, por lo que elevaron sus efectivos a cerca de noventa mil tras la llegada de la 9.ª División de Infantería) y la 24.ª Brigada Mixta, apoyadas por dieciocho buques de guerra y trescientos aviones.
El 14 de febrero, Chiang Kai-shek envió a Shanghái al 5.º Ejército, incluyendo sus divisiones 87.ª y 88.ª. 
El 20 de febrero, Japón intensificó los bombardeos para obligar a las tropas chinas a salir de sus posiciones defensivas cerca de Miaoxing, mientras que prendieron fuego a los distritos comerciales y residenciales de la ciudad. Las posiciones defensivas chinas fueron debilitándose con rapidez, al no contar con apoyo naval o blindado, y sus efectivos se redujeron hasta los 50.000, frente a los más de 100.000 efectivos del Ejército Imperial Japonés, apoyados por cobertura aérea y naval. 
El 29 de febrero, la 11.ª División de Infantería desembarcó tras las líneas chinas cerca de Liuhe. Desde el 1 de marzo, los defensores lanzaron desesperados contrataques, pero fueron incapaces de detener a los japoneses. El 2 de marzo, el 19.º Ejército de Ruta envió un telegrama informando de la necesidad de retirarse de Shanghái ante la falta de suministros y efectivos. Al día siguiente, tanto el 19.º Ejército de Ruta como el 5.º Ejército se retiraron de Shanghái, marcando el punto final oficial de los combates.

## Proceso de paz

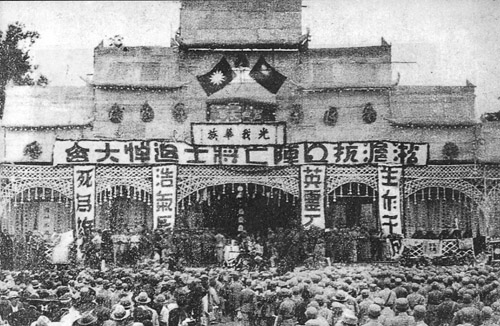
Acto conmemorativo en honor a los soldados chinos caídos en los combates.

El 4 de marzo, la Sociedad de Naciones emitió una resolución que demandaba un alto el fuego inmediato, pese a que persistieron combates esporádicos. El 6 de marzo, China aceptó de manera unilateral el alto el fuego, mientras que Japón lo rechazó. El 14 de marzo, representantes de la Sociedad de Naciones llegaron a Shanghái para obligar a los japoneses a negociar. Mientras las negociaciones se llevaban a cabo, siguieron produciéndose combates entre el ejército japonés y tropas dispersas chinas.
El 5 de mayo, China y Japón firmaron el Acuerdo para el cese de hostilidades en Shanghái (en chino, 淞滬停戰協定; pinyin, sōnghùtíngzhànxiédìng). Este acuerdo convirtió Shanghái en zona desmilitarizada, prohibiendo a China estacionar tropas en los alrededores de Shanghái, Suzhou y Kunshan, con la excepción de una reducida fuerza policial en la ciudad, mientras que a Japón se le permitiría estacionar algunas unidades.

## Consecuencias
Yoshinori Shirakawa, comandante del Ejército Expedicionario de Shanghái y de las fuerzas japonesas desplegadas en la zona fue asesinado el 26 de mayo por Yun Bong-gil, un nacionalista coreano.
Tras el cese de las hostilidades, el 19.º Ejército fue reenviado por Chiang Kai-shek a suprimir la revuelta comunista en Fujian. Aunque ganaron algunas batallas contra los comunistas, acabaron negociando con ellos. El 22 de noviembre, los líderes del 19.º Ejército de Ruta se rebeló contra el Kuomintang, estableciendo el Gobierno Popular de Fujian, independiente de la República de China. El nuevo gobierno de Fujian no fue apoyado por todos los elementos comunistas, y fue rápidamente neutralizado por el ejército nacionalista en enero de 1934. Los líderes del 19.º Ejército escaparon a Hong Kong, mientras que el resto del ejército fue desmantelado y reasignado a otras unidades del Ejército Nacional Revolucionario (China).